# Bartłomiej Kalinkowski
Bartłomiej Kalinkowski (ur. 11 lipca 1994 w Warszawie) – polski piłkarz występujący na pozycji pomocnika w klubie Hutnik Warszawa.
Wychowanek Juniora Radom. W ekstraklasie debiutował w 2014 w barwach Legii Warszawa, w spotkaniu z GKS-em Bełchatów. W przeszłości był m.in. zawodnikiem GKS-u Katowice oraz ŁKS-u Łódź.